# 진림
진림(陳琳, ? ~ 217년)은 중국 후한 말기의 관료이자 문장가로, 자는 공장(孔璋)이며 광릉군 사람이다. 건안칠자 중 한 사람이다.

## 생애
처음에는 대장군(大將軍) 하진(何進)의 밑에서 주부(注簿)를 지냈다. 하진이 환관(宦官)들을 주살할 목적으로 제후들을 수도로 오게 하자, 이를 극구 반대하였다.
광희(光熹) 원년(189년) 8월, 하진이 암살당하자 기주(冀州)로 몸을 피하였고 원소(袁紹)의 막료가 되었다.
건안(建安) 5년(200년), 원소의 명령으로 조조(曹操)를 비난하는 격문을 썼다.
건안(建安) 7년(202년) 5월, 조조와의 싸움에서 패한 원소가 병사하였다. 원소의 장남 원담(袁譚)과 삼남 원상(袁尙)은 후계 자리를 놓고 다투었고, 진림은 원상을 지지하였다.
원상이 병을 핑계로 출두하지 않는 최염(崔琰)을 옥에 가두자, 진림은 동료 음기(陰夔)와 함께 그를 변호하여 최염을 구하였다.
건안(建安) 9년(204년) 8월, 업(鄴)이 조조에게 함락되었다. 조조는 일전의 격문을 진림의 앞에서 읽고는 말하였다.
"어째서 나의 아버지와 할아버지까지 욕되게 한 것이냐?"
진림이 답하였다.
"시위를 당긴 화살은 쏘지 않을 수가 없소."
이에 조조는 진림을 용서하였다.
그 후 조조를 섬겼으며, 건안 22년(217년)에 병으로 죽었다. 조비(曹丕)는 진림을 "문장은 탁월하나, 조금 번잡하다"고 평하였다.

## 같이 보기
- 삼국지 인물 목록